# Mariusz Bonaszewski
Mariusz Bonaszewski (sinh ngày 26 tháng 8 năm 1964 tại Koszalin) là một diễn viên người Ba Lan.

## Sự nghiệp
Mariusz Bonaszewski tốt nghiệp Học viện Nghệ thuật Sân khấu Quốc gia Aleksander Zelwerowicz ở Warsaw (PWST) vào năm 1988. Ông diễn xuất trên sân khấu tại nhiều nơi như: Nhà hát Dramatyczny ở Warsaw (1988-1997), Nhà hát Ba Lan ở Wrocław (1996-1997) và Nhà hát Quốc gia ở Warsaw (từ năm 1997).
Ngoài sự nghiệp diễn xuất trên sân khấu, Mariusz Bonaszewski còn nổi tiếng với nhiều bộ phim điện ảnh và phim truyền hình Ba Lan, chẳng hạn như: Matka Teresa od kotów (2010), Daas (2011), Jeziorak (2014), Pakt (2015) và Powidoki (2016).
Năm 2013, Mariusz Bonaszewski được Bộ Văn hóa và Di sản Quốc gia (Ba Lan) trao tặng Huy chương đồng Huy chương Công trạng về văn hóa - Gloria Artis vì những cống hiến cho văn hóa Ba Lan cùng những thành tựu trong sáng tạo nghệ thuật.

## Đời tư
Mariusz Bonaszewski kết hôn với nữ diễn viên Dorota Landowska (từ năm 2013) và có với nhau hai người con: Maria và Stanisław.

## Thành tích nghệ thuật
Dưới đây liệt kê một số phim điện ảnh và phim truyền hình nổi bật có sự góp mặt của Mariusz Bonaszewski:

### Phim điện ảnh
- 1989: Światło odbite
- 1990: Śmierć dziecioroba
- 1990: Zakład − Świr
- 1992: Nocne ptaki − Jan
- 1994: Podróż na wschód
- 1995: Gnoje − Kostek
- 1996: Deszczowy żołnierz − Witold Fogel
- 1997: Łóżko Wierszynina
- 1998: Sabina
- 1999: Jak narkotyk − Andrzej
- 1999: Na plebanii w Wyszkowie 1920 − Feliks Dzierżyński
- 1999: Wrota Europy
- 2001: Domek dla Julii
- 2005: Chaos
- 2005: Metanoia − Jozue
- 2009: Leśne Doły
- 2009: Moja biedna głowa w cyklu Dekalog 89+
- 2009: Las
- 2009: Matka Teresa od kotów − Hubert
- 2010: Em-20stka
- 2010: Historia Roja
- 2010: Wenecja − Roman
- 2010: Święty interes − Borys
- 2011: W imieniu diabła
- 2011: Daas − Henryk Klein
- 2014: Jeziorak − chỉ huy J. Wolski
- 2015: Ederly − Słow
- 2016: Powidoki − Madejski
- 2018: Autsajder
- 2019: Kurier − Leopold Okulic

### Phim truyền hình
- 1997: Sława i chwała
- 2000: Klasa na obcasach − Mikołaj Targosz,
- 2001: Marszałek Piłsudski
- 2002–2004: Na dobre i na złe − Jan Sarapata
- 2003, 2007–2008: Glina − Krzysztof Siennicki
- 2003: Zaginiona − Krzysztof Molski
- 2009: Przystań − Zbigniew Boberek
- 2010–2012: M jak miłość − Krzysztof Jankowski
- 2010: Ratownicy − Bronisław Partyka
- 2011: Ojciec Mateusz
- 2012: Krew z krwi − Luther
- 2012: Komisarz Alex − Krzysztof Fuks
- 2012, 2014: Prawo Agaty − Nawrocki
- 2012–2013: Wszystko przed nami − Olgierd Szawarski
- 2012: Na krawędzi
- 2014: Czas honoru − Słowiński
- 2015–2017: Przyjaciółki − Jerzy Ginter
- 2016: Pakt
- 2017: Ojciec Mateusz
- Từ năm 2017: W rytmie serca
- 2018: Za marzenia − Antoni Wolański
- 2018: Pierwsza miłość − Sambor Leszczyński
- 2019: Za marzenia − Antoni Wolański
- 2019–2020: Zawsze warto
- 2020: Stulecie Winnych − Jarosław Iwaszkiewicz
- 2020: Ojciec Mateusz − Adam Dobczewski
- Từ năm 2020: Ludzie i Bogowie